# La prima regola
La prima regola (The First Rule) è un romanzo del 2010 dello scrittore statunitense Robert Crais. È il tredicesimo episodio della serie dedicata a Elvis Cole e Joe Pike.
Il libro è stato tradotto in francese, ceco, tedesco, polacco e italiano. Notevole il numero di edizioni e ristampe in lingua originale.

## Trama
In questa nuova avventura Joe Pike si trova faccia a faccia con un atroce delitto: Frank Meyer uno dei "suoi uomini" che prima di iniziare una vita tranquilla con moglie e figli, era un mercenario della sua squadra, viene giustiziato in casa insieme alla sua famiglia e alla domestica; la polizia sospetta che fosse coinvolto in attività illecite in quanto questa è la settima esecuzione in pochi mesi e i precedenti crimini riguardavano personaggi loschi come spacciatori e riciclatori con grosse somme di denaro. Ma Pike non crede assolutamente che Meyer fosse immischiato in queste attività, aveva cambiato vita e non avrebbe mai messo in pericolo la sua famiglia. Così, Pike inizia una personale indagine, aiutato dal fido compagno Elvis Cole si addentrerà in un giro pericoloso di malavitosi dell'ex URSS disposti a tutto per i soldi e il potere, dove vecchi regolamenti sono seguiti alla lettera ma dovranno scontrarsi con un'altra regola: quella di Pike.

## Edizioni in italiano
- Robert Crais, La prima regola, traduzione di Annamaria Raffo, Milano: Mondadori, 2012
- Robert Crais, La prima regola, traduzione di Annamaria Raffo, Oscar Mondadori, Milano 2013